# موتو إكس (الجيل الثاني)
موتو إكس (بالإنجليزية: Moto X (2nd generation))‏ هو هاتف ذكي من موتورولا للهواتف النقالة يعمل بنظام أندرويد، تم طرحه في الأسواق في 5 سبتمبر 2014.

## الخصائص
- نظام التشغيل: أندرويد
- الكاميرا الأمامية: 2 ميجابكسل
- الكاميرا الخلفية: 13 ميجابكسل
- الوزن: 144 غ (5.1 أونصة)
- المعالج: 2.5 جيجا هرتز رباعي النواة
- الذاكرة: 2 جيجابايت رام
- التخزين: 32 جيجابايت

## وصلات خارجية
- الموقع الإلكتروني